# Ibn Hubayra
Abū l-Muẓaffar ʿAwn al-Dīn Yaḥyā ibn Hubayra al-Shaybānī (in arabo أبو المظفر عون الدين يحيي بن هبيرة الشيباني‎?; Dur, 1104 – Baghdad, 1165) è stato un giurista arabo.
Visir del Califfo abbaside al-Muqtafī e del suo successore al-Mustanjid, ricevette un'istruzione classica, che lo portò a studiare le scienze del Corano (filologia, linguistica, Sharīʿa ed esegesi), approfondendo le sue conoscenze in materia di ḥadīth e di fiqh, secondo il madhhab hanbalita. 
Fu chiamato a far parte dell'ufficio del Tesoro (Bayt al-māl) dal Califfo al-Muqtafî e, nel 1149, all'età di 45 anni, ne divenne il visir. Fu grazie a lui che il suo allievo de facto Ibn al-Jawzī entrò a far parte della cerchia amministrativa califfale, nella quale operò a lungo brillantemente.
Morì nel 1165 di morte naturale.